# Globale Rezession von 1982
Die Globale Rezession von 1982 war eine Rezession der globalen Märkte. Die Rezession hatte ihren Ursprung in der Iranischen Revolution von 1979, als darauf die Ölkrise von 1979 losbrach und die Ölpreise stark stiegen. Ein weiterer Grund wird in den steigenden Zinsen der Federal Reserve Anfang der 1980er Jahre gesehen. Auch die Lateinamerikanische Schuldenkrise war ein weiterer Auslöser der Rezession. In anderen Industrieländern wurde die Geldpolitik ebenfalls angezogen, so in Westdeutschland, Italien, Großbritannien, welche die wirtschaftlichen Aktivitäten fallen ließen und im Gegenzug die Arbeitslosigkeit in den Jahren 1982–1983 stark steigen ließ. Der Anstieg der Zinsen und der Fall der Warenpreise verursachte in den lateinamerikanischen Ländern ein Problem, die Staatsschulden zu tilgen. Die westlichen Länder konnten ihre Wirtschaftskraft schnell wieder steigern, während einige Länder trotz guter Wirtschaft immer noch hohe Arbeitslosigkeit zu beklagen hatten. Allerdings hatten Schwellenmärkte es noch schwer, die Wirtschaftsleistung wieder zu steigern. Vor allem Lateinamerika, die Karibik und Subsahara-Afrika hatten noch länger unter der Rezession zu leiden.